# 油井賢太郎
油井 賢太郎（ゆい けんたろう、1906年（明治39年）3月12日 - 1984年（昭和59年）7月23日）は、昭和期の実業家、政治家。参議院議員（1期）。

## 経歴
福島県福島市で、実業家油井徳蔵の息子として生まれる。1925年（大正14年）横浜商業学校（現横浜市立横浜商業高等学校）を卒業した。
卒業後、横浜正金銀行に入行。以後、福島栄町郵便局長、九笹機業場監査役、福島絹織物元卸商業組合理事、福島絹人絹織物元配給常務取締役、福島県繊維品価格査定委員会第1部長、油井商店社長、不二社長、福島県織物元配給社長、信夫精器取締役、福島絹業取締役、中央防火塗装社長などを務めた。
1947年（昭和22年）4月の第1回参議院議員通常選挙に福島県地方区から出馬して当選し、その後、自由党に所属して参議院議員を1期務めた。この間、参議院地方行政委員長などを務めた。
1976年（昭和51年）春の叙勲で勲三等旭日中綬章受章。
1984年（昭和59年）7月23日死去、78歳。死没日をもって正五位に叙される。